# 洛克人10 来自宇宙的威胁！！
《洛克人10 来自宇宙的威胁！！》是游戏开发商卡普空于2010年3月发售的下载销售专用动作游戏。与前作同样在Wii、PlayStation 3与Xbox 360发售。本作是洛克人元祖系列的第十作。

## 故事及人物
某天蘿露回家後突然暈倒，因而得知蘿露患上一種近期流行的機器人流感，而且只於機器人之間傳播，對人類無效，而此疫症更令不少受感染的機器人暴走並襲擊現世。包括威利博士所控制，原本要利用來征服的八台機器人亦遭受感染而暴走了，這些機器人分別為「刀鋒人」、「抽水人」、「指揮人」、「冷凍人」、「綿羊人」、「棒球人」、「氮氣人」及「太陽人」。八台機器人搶走了用以製造解藥的機器，因此洛克人、布魯斯及佛魯迪三人出發並擊敗八台失控的機器人，搶回製造解藥的機器。但一切都是威利博士背後散播病毒並以解藥作為威脅希望得到治療的機器人為他工作並侵略世界，同時3人相繼受感染，但最後他們都服下解藥，將病倒的威利博士打敗並送往醫院。

## 开发与发行
《洛克人10》由INTI CREATES和卡普空合作开发，而他们在之前的2008年合作开发了电子游戏《洛克人9》。这两款游戏都用了“复古”的8位元图形和音效，颇似FC游戏机上的洛克人前六作。几乎参与了整个系列的制作人稻船敬二表示，对于制作者来说，《洛克人9》选择这种复古风格是个巨大而空前的成功。制作小组决定，对于第十作应该听取老玩家和近未接触游戏的原玩家两方面的意见，具体来说就是由于《洛克人9》收到了游戏过于困难的抱怨，本作需要加入简单模式。稻船解释道，制作游戏的唯一挑战就是满足随新游戏而不断增加的新期望。
游戏的音效由作曲者及音效制作者共12人协力完成，这些人来自INTI CREATES音乐团队与之前主要洛克人系列的作曲者。山田表示，《洛克人9》是1988年《洛克人2》的精神继承，而《洛克人10》由“最初的像素艺术和芯片音乐”构成，而不是“重制或再版”。游戏的菜单、Game Over和获取武器的音乐都是全新的，而只有关卡选择和关卡全清两个过门曲是前作就有的。官方发布了两个原声碟。其中INTI CREATES于2010年3月24日在日本发布的《洛克人10原声带》包括了游戏原作音乐。2010年4月30日在日本发型的第二张专辑《洛克人10影像原声》包含从游戏的歌曲混音。

## 评价
| 汇总媒体   | 得分                                     |
| ---------- | ---------------------------------------- |
| Metacritic | WiiWare：81/100 XBLA：79/100 PSN：78/100 |

| 媒体     | 得分   |
| -------- | ------ |
| 1UP.com  | B      |
| GameSpot | 8.0/10 |
| IGN      | 8.5/10 |

卡普空战略规划和业务发展高级副总裁表示克里斯蒂安·斯文表示，公司对《洛克人10》的销售表示满意。游戏受到了正面评价，在WiiWare、PlayStation Network和Xbox Live三个平台的Metacritic汇总得分分别为87%、79%和78%。IGN给游戏打了8.5分，并称赞它的玩法和挑战模式，但评论对比了系列其他作品有着两个最终城堡，从而对其长度表示失望。1UP.com给游戏打了B级，并称赞了它的乐趣，但评论表示游戏的设定和前作相似，游戏没能很好的吸取前作经验。游戏和系列前作一样，关卡和音乐设计平淡。